# Bataille de l'île Mackinac (1814)
Pour la première bataille de l'île Mackinac, voir Bataille de l'île Mackinac (1812).
Guerre de 1812
Batailles
- Bataille de l'île Mackinac (1812)
- Bataille de Fort Dearborn
- Bataille de Détroit
- Campagne du Niagara
- Bataille du moulin de Lacolle (1812)

- Bataille de Frenchtown
- Combat de la Shannon et de la Chesapeake
- Bataille de York
- Bataille de la rivière Thames
- Guerre Creek
- Bataille de la Châteauguay
- Bataille de la ferme Crysler

- Bataille de l'île Mackinac (1814)
- Incendie de Washington
- Bataille de Prairie du Chien
- Bataille de Baltimore

- Bataille de La Nouvelle-Orléans

La seconde bataille de l'île Mackinac s'est déroulée en 1814 sur l'île Mackinac aux États-Unis durant la guerre anglo-américaine de 1812 et s'est traduite par une victoire britannique sur les troupes américaines. Ce secteur était stratégique pour le commerce des fourrures.
Les Britanniques avaient conquis l'île en 1812 lors d'une première bataille. Ils avaient ainsi pris possession du fort Mackinac et avaient rapidement complété les défenses de celui-ci en construisant à proximité le fort George.

## Histoire

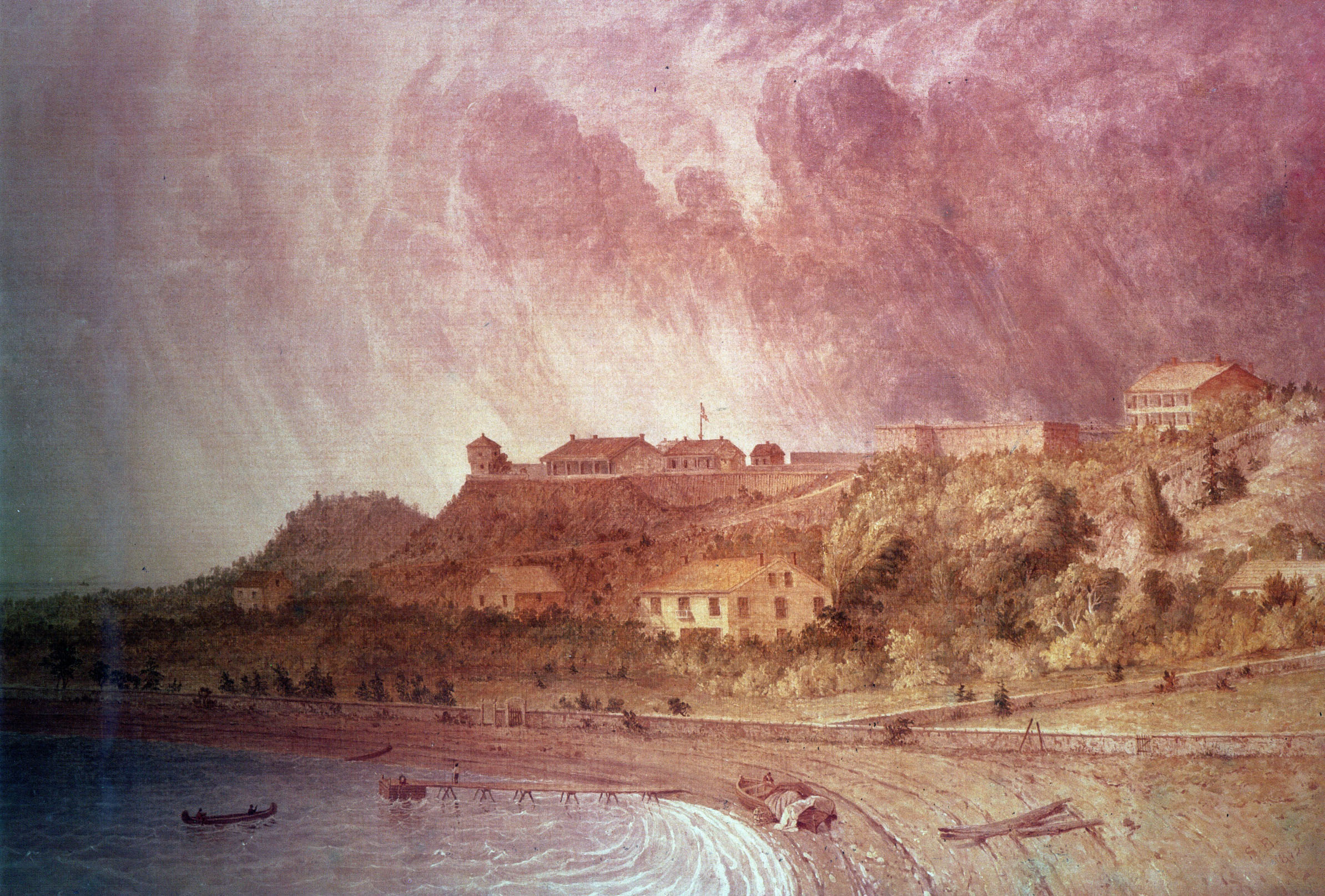
Peinture du fort Mackinac.

Le 18 juillet 1812, les forces britanniques prennent assez facilement et sans combat le fort Mackinac : les Américains présents dans le fort ne sont pas encore informés du début de la guerre et se font surprendre par leurs adversaires et redoutant d'être massacrés par les guerriers amérindiens alliés des Britanniques, ils préfèrent capituler devant ces derniers. Les vainqueurs prennent possession du fort et libèrent les Américains après promesse de ne plus se battre contre la couronne britannique.
Cette victoire facile renforce l'image des Britanniques auprès des Amérindiens et pousse de nombreuses tribus à se rallier à eux. Jusqu'à la fin de 1813, la zone est sûre pour les Britanniques d'autant plus qu'ils sont parvenus à prendre la ville de Détroit. Le 10 septembre 1813, les Américains remportent la bataille du lac Érié et peuvent reprendre Détroit. Ils coupent dès lors l'acheminement des provisions de la garnison de l'île Mackinac qui est donc rationnée durant l'hiver.
En février 1814, les Britanniques ouvrent une autre route d'approvisionnement via le lac Simcoe et la baie Georgienne du lac Huron. L'expédition, dirigée par McDouall, est constituée de 90 soldats, de onze artilleurs équipés de quatre canons, de 21 marins de la Royal Navy pour renforcer le navire de guerre HMS Nancy (en) présent dans les environs de l'île et 30 charpentiers pour aider à la construction de 30 navires.
Le lac Huron est atteint le 25 avril et l'île le 18 mai. La garnison, en plus d'être renforcée en hommes, reçoit d'abondantes provisions. Quelque deux cents alliés amérindiens les rejoignent quelques jours plus tard. McDouall ordonne d'améliorer les défenses de l'île. Le fort Mackinac était positionné en haut d'une falaise surplombant le port de l'île, mais était lui-même dominé par une hauteur qui avait été utilisée pour la prise du fort Mackinac deux ans plus tôt. Il ordonne donc d'y construire un nouveau fort, le fort George.
Les Américains décident en parallèle de reprendre l'île dans le cadre d'une plus large campagne menée par le lieutenant-colonel George Croghan (en) et son supérieur le général William Henry Harrison dans le but de reprendre le contrôle des Grands Lacs et d'interrompre le commerce de la fourrure entre les Britanniques et les Amérindiens. Le 3 juillet, une escadre de plusieurs navires armés sous le commandement d'Arthur Sinclair quitte Détroit avec à bord 700 hommes commandés par Croghan. Cette troupe se compose de soldats réguliers, mais également de volontaires de la milice de l'Ohio. Avant d'attaquer le fort, ils tentent de découvrir les points de passage de l'approvisionnement, mais n'en trouvent qu'à l'abandon. Ils arrivent finalement sur l'île le 26 juillet. McDouall informé de l'arrivée des Américains rassemble les forces de la région tout en accélérant les fortifications de l'île.
Les canons des navires ouvrent le feu pendant deux jours quoique le nouveau fort soit situé trop haut pour être atteint à partir du lac. Un brouillard épais force les Américains à abandonner momentanément la zone de l'île durant une semaine. À leur retour, Croghan décide de débarquer au nord de l'île à côté de l'endroit où les Britanniques l'avaient fait deux ans plus tôt lors de la première bataille. Ses hommes marchent dans les bois pour se diriger vers le fort pendant que les navires bombardent les bois pour anéantir les Amérindiens qui pouvaient s'y cacher. Cette action a toutefois pour inconvénient d'alerter le fort de l'arrivée des Américains…
Plutôt que d'attendre l'attaque, McDouall envoie une force de 140 soldats, de 150 Amérindiens Menominees et de deux canons surprendre les Américains à la sortie des bois. Quand les Américains arrivent, ils sont des cibles faciles pour les Britanniques qui les attendent.
Croghan lance les miliciens sur le flanc gauche des Britanniques et les réguliers dans les bois pour attaquer sur le flanc droit. Ces derniers tombent dans une embuscade amérindienne : 13 soldats sont tués dont le major Holmes et deux autres officiers et 51 soldats sont blessés. À la suite de la confusion et de pertes importantes, Croghan ordonne la retraite. Un seul combattant britannique est tué et un seul autre blessé. Les Américains réembarquent et ne tentent plus la prise de l'île durant toute la guerre.
Le traité déclarant la fin de la guerre rend l'île aux Américains. Le fort George sera renommé en fort Holmes en hommage au major Holmes, tué durant la bataille.